# Tommy Oar
Thomas Michael Oar (* 10. prosince 1991, Southport, Austrálie) je australský fotbalový útočník a reprezentant, který v současné době působí v klubu FC Utrecht.

## Klubová kariéra
V dubnu 2010 podepsal společně s krajany a spoluhráči z Brisbane Roar Michaelem Zullem a Adamem Sarotou kontrakt v nizozemském klubu FC Utrecht.

## Reprezentační kariéra
Tommy Oar nastupoval za australskou reprezentaci do 20 let. Zúčastnil se Mistrovství světa hráčů do 20 let 2009 v Egyptu, kde mladí Australané obsadili bez bodu poslední příčku v základní skupině E; a Mistrovství světa hráčů do 20 let 2011 v Kolumbii, kde s týmem obsadil se ziskem jednoho bodu poslední čtvrtou pozici v základní skupině C.
V A-mužstvu Austrálie přezdívaném Socceroos debutoval v roce 2010.

Zúčastnil se MS 2014 v Brazílii, kde Austrálie skončila bez zisku jediného bodu na posledním čtvrtém místě v základní skupině B.
S národním týmem Austrálie vyhrál domácí Mistrovství Asie v roce 2015.